# Jüdischer Friedhof (Rostock)

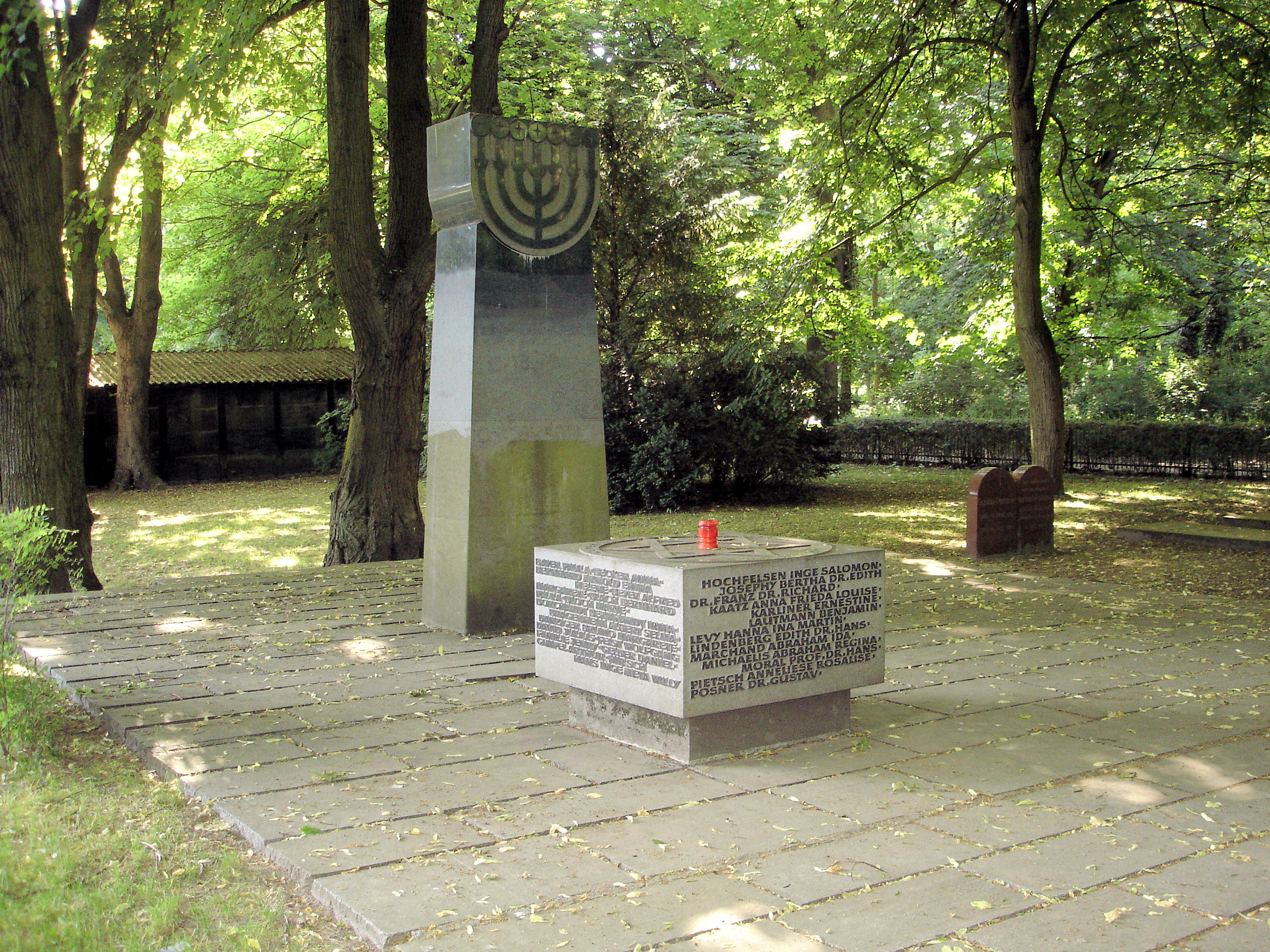
Gedenkstätte auf dem Alten Jüdischen Friedhof Rostock

Der Jüdische Friedhof in Rostock ist der historische Friedhof der Israelitischen Gemeinde in der Hansestadt. Die Begräbnisstätte wurde von 1873 bis 1942 genutzt. Sie steht unter Denkmalschutz.

## Friedhof im 13. und 14. Jahrhundert
Die seit der Mitte des 13. Jahrhunderts existierende jüdische Gemeinde in Rostock erhielt 1279 einen Begräbnisplatz bewilligt. Daraufhin wurde ein Friedhof nordwestlich der Stadt außerhalb der Stadtmauern vor dem Kröpeliner Tor angelegt, vermutlich beim nicht mehr existierenden Vögenteich, denn zur Unterscheidung von Wassermühlen dort, wurden noch im 14. Jahrhundert eine als am jüdischen Friedhof gelegen bezeichnet. Von diesem nach Vertreibung der Juden aus Rostock um 1350 aufgegebenen Friedhof sind keine Spuren erhalten.

## Jüdischer Friedhof

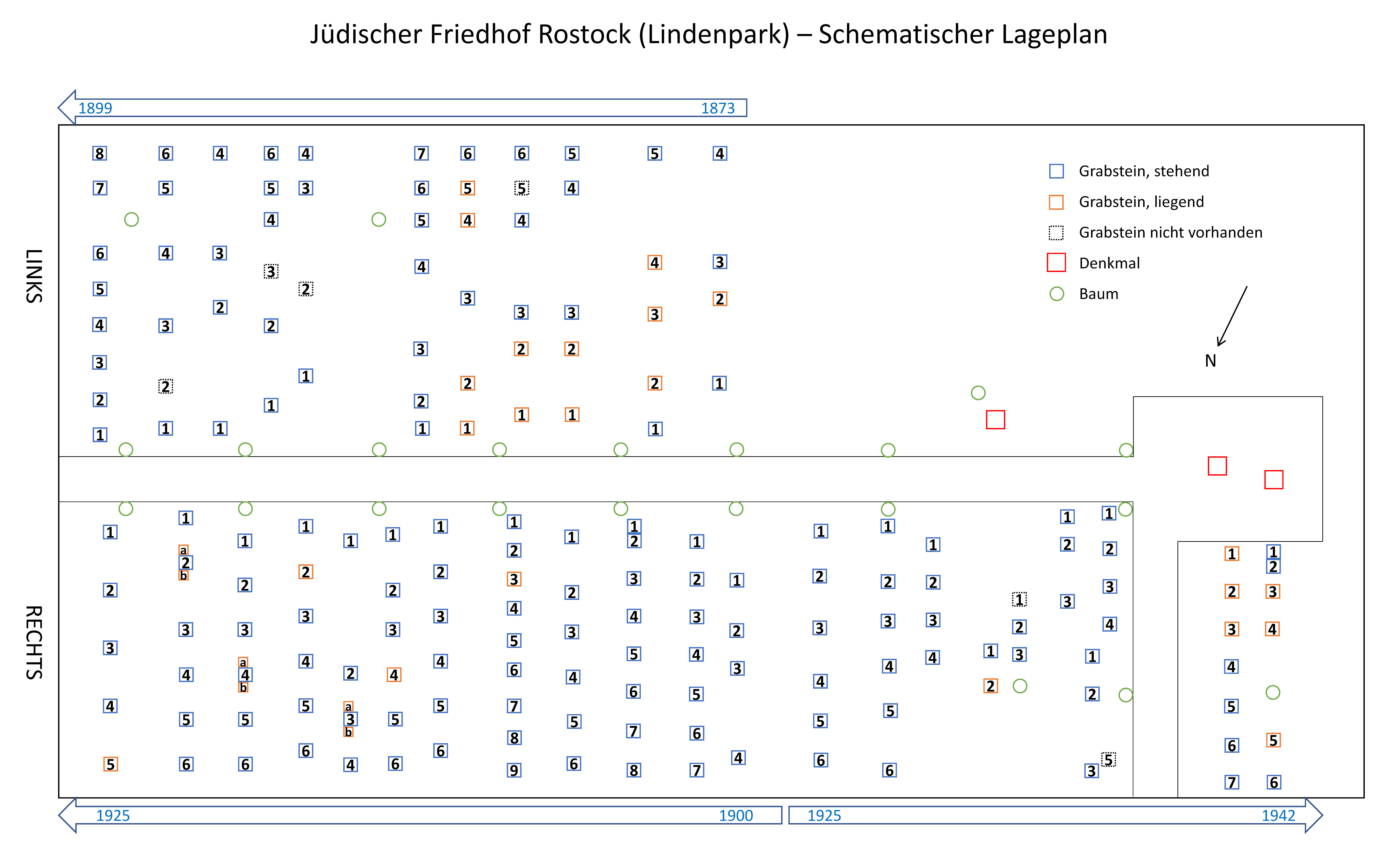
Schematischer Lageplan des Jüdischen Friedhofs Rostock (Lindenpark), Stand: Oktober 2018. Die Nummerierungen beziehen sich auf die namentliche Erfassung vom Mai 2018.

Nachdem sich ab 1868 Juden wieder in der Stadt niederlassen durften, gründeten sie 1870 die Israelitische Gemeinde Rostock mit 118 Seelen im Jahre 1871. Die Gemeinde eröffnete noch im Jahr ihrer Gründung den noch heute bestehenden Jüdischen Friedhof. Eingerichtet wurde dieser auf etwa 3500 Quadratmetern am südlichen Rande, aber außerhalb des damaligen, zwischen 1831 und 1959 mit Gräbern belegten, öffentlichen Friedhofs auf städtischem Grund, der heute als Lindenpark umgewidmet ist. Jüdische Gemeinden nehmen ewige Grabruhe als verbindlich an, daher eröffnen sie Friedhöfe auf eigentümlich erworbenem Grund, um jeder Störung der Totenruhe durch spätere Neubelegung, Abräumung von Gräbern oder gar Umwidmung des Geländes wehren zu können.
Eine Dokumentation von 1994 zum Bestand auf dem Friedhof ist im Stadtarchiv Rostock verfügbar und eine namentliche Erfassung aller noch vorhandenen Grabsteine und Namen erfolgte im Mai 2018. Nach dieser Erfassung erfolgte bereits im Januar 1873 die erste Beerdigung der aus Brüel stammenden, 20-jährigen Minna Herzfeld. Die ältere Angabe zur ersten Beerdigung des Julius Levy im August 1873 ist somit nicht korrekt in der Literatur wiedergegeben. Bis 1942 wurden insgesamt über 360 Personen auf diesem Friedhof bestattet. Heute (Stand: Mai 2018) sind noch 182 Grabstellen erkennbar, wobei 176 Grabsteine (Mazewot) erhalten sind, von denen wiederum 29 auf der Rasenfläche liegend vorhanden sind.  Auf dem Friedhof finden sich unter anderem die Grabsteine von Berta Samuel, geb. Geßner, Gattin Max Samuels, 1923–1938 Gemeindevorsitzender, des Fabrikanten Siegmund Bernhard (1846–1934), 1900–1923 Gemeindevorsitzender, und von seinem Sohn Arnold, 1938–1941 letzter Vorsitzender der Israelitischen Gemeinde Rostock, die dann in Folge des Mitgliederschwunds durch Flucht und Vertreibung als bloße Verwaltungsstelle in die Reichsvereinigung der Juden eingegliedert wurde.
1963 wurde ein Gedenkstein errichtet und 1978 die Grabsteine auf die Rasenfläche gelegt. 1988 wurden die Grabsteine wieder aufgerichtet und ein neues Mahnmal eingeweiht.
Der Jüdische Friedhof war 2002 und 2003 Ziel antisemitischer Anschläge.

## Neuer Jüdischer Friedhof
Die heutige Jüdische Gemeinde Rostock, seinerzeit betreut durch Rabbiner Andrew Steiman, richtete 1996 auf einem Abschnitt des 1977 eröffneten Westfriedhofs Rostocks einen Friedhof ein. Das dortige Begräbnisfeld wurde 2018 durch ein doppelt so großes Areal von etwa 3000 Quadratmetern an anderer Stelle des Westfriedhofs ergänzt.